# Ель-Торно
Ель-Торно (ісп. El Torno) — муніципалітет в Іспанії, у складі автономної спільноти Естремадура, у провінції Касерес. Населення — 983 особи (2010).
Муніципалітет розташований на відстані близько 190 км на захід від Мадрида, 80 км на північний схід від Касереса.

## Демографія
Динаміка населення (INE ):

## Галерея зображень

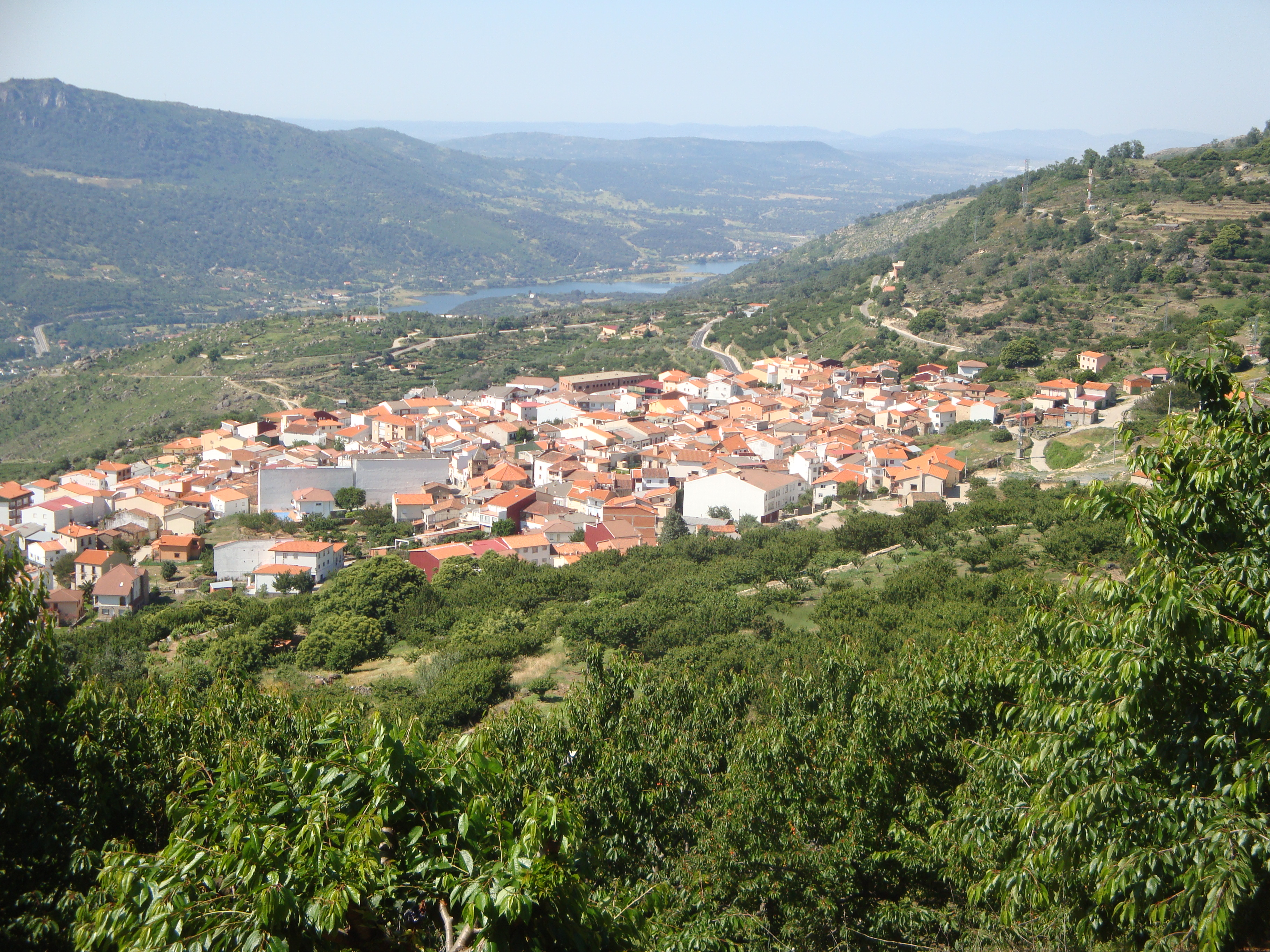
Ель-Торно
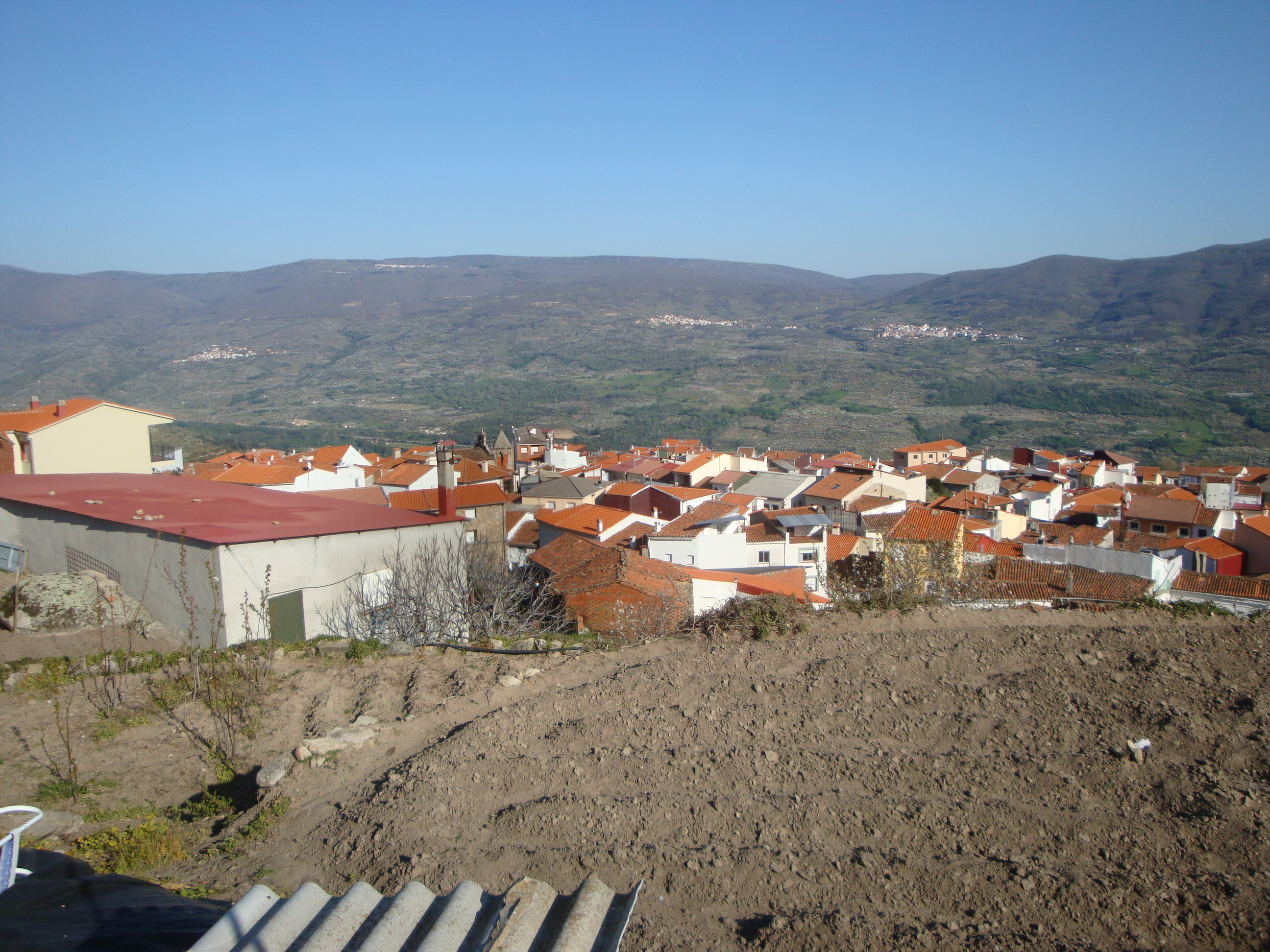
Ель-Торно
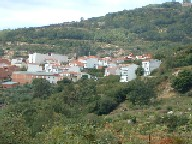
Панорама міста Ель-Торно
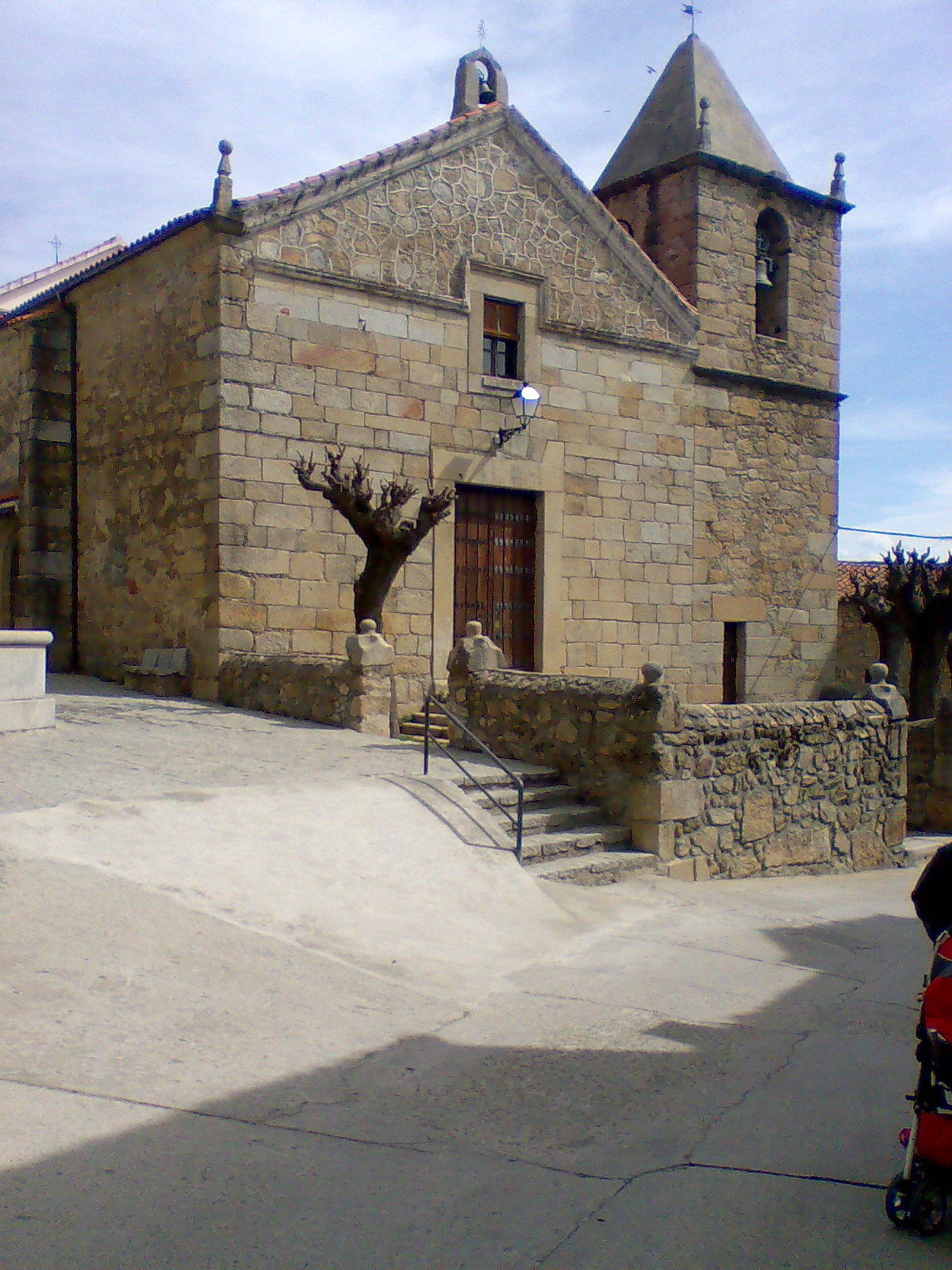
Парафіяльна церква